# Frank Prinzi
Frank Prinzi ist ein US-amerikanischer Kameramann und Filmregisseur.

## Leben
Schon in jungen Jahren begann er, sich für die Welt des Kinos zu begeistern. Nach dem Abitur erwarb Prinzi seinen Abschluss an der New York University. Seit 1984 ist er als eigenständiger Kameramann für Film und Fernsehen aktiv, sein Schaffen umfasst mehr als 50 Produktionen. Er ist vor allem an Fernsehserien beteiligt. Gelegentlich ist er auch als Regisseur tätig, auch überwiegend bei Fernsehserien.
1992 wurde er mit einem Emmy für seine Kameraarbeit in der Kategorie Outstanding Individual Achievement in Cinematography for a Series für eine Folge der Fernsehserie Ausgerechnet Alaska ausgezeichnet. Eine weitere Emmy-Nominierung in der gleichen Kategorie erhielt er 1993 ebenfalls für seine Arbeit an Ausgerechnet Alaska.
Mit It’s a Mess drehte Prinzi 2018 einen vielfach ausgezeichneten Kurzfilm. Unter anderem brachte ihm der Film, für den Prinzi auch das Drehbuch schrieb und als Produzent fungierte, drei European Cinematography Awards (Bester Film, Regie, Kamera) ein.
Prinzi ist seit dem Jahr 2001 Mitglied der American Society of Cinematographers (ASC).

## Filmografie (Auswahl)
Kamera
- 1985: Four Episodes from 1984 (Kurzfilm)
- 1986: Sleepwalk
- 1987: The Fig Tree (Fernsehfilm)
- 1988: Der Prinz von Pennsylvania (The Prince of Pennsylvania)
- 1988: Tod oder Joker (The Suicide Club)
- 1988: The Appointments of Dennis Jennings (Kurzfilm)
- 1988: Chief Zabu
- 1989–1990: E.S.U. – Notruf New York (True Blue, Fernsehserie, 12 Episoden)
- 1990: Die Rückkehr der Untoten (Night of the Living Dead)
- 1990: Pledge Class
- 1991–1993: Ausgerechnet Alaska (Northern Exposure, Fernsehserie, 44 Episoden)
- 1995: Living in Oblivion
- 1995: Tad Lincoln, der Sohn des Präsidenten (Tad, Fernsehfilm)
- 1995: Sex & the Other Man
- 1996: Die Gruft in den Sümpfen (The Grave)
- 1996: She’s the One
- 1996: Die Retter – Feuerhölle in Manhattan (Firehouse, Fernsehfilm)
- 1997: Der Traum des Häuptlings (Stolen Women, Captured Hearts, Fernsehfilm)
- 1997: Echt Blond (The Real Blonde)
- 1998: No Looking Back
- 1998: The Mob – Der Pate von Manhattan (Witness to the Mob)
- 1999: Eine Nacht in New York (200 Cigarettes)
- 1999: The Best Man – Hochzeit mit Hindernissen (The Best Man)
- 2000: The David Cassidy Story (Fernsehfilm)
- 2000: Chinese Coffee
- 2000–2001: Deadline (Fernsehserie, 13 Episoden)
- 2001: Seitensprünge in New York (Sidewalks of New York)
- 2002–2006: Criminal Intent – Verbrechen im Visier (Law & Order: Criminal Intent, Fernsehserie, 61 Episoden)
- 2007: Trumbo (Dokumentarfilm)
- 2008: Cashmere Mafia (Fernsehserie, 7 Episoden)
- 2008–2009: Life on Mars (Fernsehserie, 9 Episoden)
- 2009–2010: Mercy (Fernsehserie, 10 Episoden)
- 2011: The Lost Valentine (Fernsehfilm)
- 2012: Firelight (Fernsehfilm)
- 2013: Das Versprechen (Wish You Well)
- 2013: The Blacklist (Fernsehserie, 6 Episoden)
- 2013: Spotlight on Broadway (Fernsehserie, 4 Episoden)
- 2014: Red Zone (Fernsehfilm)
- 2017: Salt Water (Kurzfilm)
- 2018: Salt Water II (Kurzfilm)
- 2018: An Interview with God
- 2018: It’s a Mess (Kurzfilm)
- 2018: Hot Air
- 2019: The Enemy Within (Fernsehserie, 7 Episoden)
- 2019: Still Happy (Kurzfilm)
- 2021: The Virtuoso

Regie
- 1993: Ausgerechnet Alaska (Northern Exposure, Fernsehserie, 1 Episode)
- 1994: Heavenly Road (Fernsehfilm)
- 2001–2011: Criminal Intent – Verbrechen im Visier (Law & Order: Criminal Intent, Fernsehserie, 34 Episoden)
- 2015: Last Week Tonight with John Oliver (Fernsehserie, 1 Episode)
- 2018: It’s a Mess (Kurzfilm)